# スタラ・グラディシュカ
スタラ・グラディシュカ（クロアチア語:Stara Gradiška、発音:[stâːraː grǎdiʃka]）は、クロアチアブロド＝ポサヴィナ郡、サヴァ川左岸に位置する村、およびそれを中心とする基礎自治体（オプチナ）である。

## 参照
1. ↑  Općina Stara Gradiška

座標: 北緯45度09分 東経17度15分 / 北緯45.150度 東経17.250度